# Géoparc Gea Norvegica
Le géoparc Gea Norvegica est un géoparc reconnu par l'Unesco en 2015 situé au sud-est de la Norvège, ouvert au public depuis le 16 juin 2008, et constitué des municipalités de Larvik et de Lardal (Vestfold), ainsi que de six municipalités du comté de Vestfold (Bamble, Kragerø, Nome, Porsgrunn, Siljan et Skien). En septembre 2006, il devient membre du réseau européen des géoparcs (European Geoparks Network). Constitué de roches très anciennes, jusqu'à 1,5 milliard d'années, on y trouve notamment une roche bleutée emblématique : la larvikite.
Le parc englobe notamment :
- La plage de Mølen
- Les tumulus de Mølen